# ژردی بوش
ژردی بوش (کاتالونیایی: Jordi Bosch؛ زادهٔ ۱۸ دسامبر ۱۹۵۶) بازیگر اهل اسپانیا است.
از فیلم‌ها یا برنامه‌های تلویزیونی که وی در آن نقش داشته است، می‌توان به دهان‌به‌دهان، سه قدم بالاتر از بهشت، تعلیم پریان و می‌خواهمت اشاره کرد.